# Nazionale maschile di lacrosse dell'Italia
La nazionale italiana di lacrosse è la squadra maschile che rappresenta l'Italia seniores nel lacrosse a livello internazionale.
Attiva dal 2004, opera sotto la giurisdizione della Divisone Lacrosse e ha preso parte a 5 campionati mondiali e a 5 campionati europei di disciplina.
È stata inizialmente formata esclusivamente da giocatori oriundi a causa della quasi totale assenza della disciplina in Italia. In seguito, grazie all'importante sviluppo del Lacrosse in Italia, a partire dagli Europei 2008 di Lahti l'Italia ha potuto schierare una maggioranza di giocatori nativi, caratteristica fortemente voluta e perseguita dalla allora FIGL e dai suoi fondatori Fabio Antonelli e Robert Corna per incentivare la crescita dello sport nella penisola.

## Storia
La storia della nazionale italiana di Lacrosse è iniziata nel 2002 con la formazione di una rappresentanza (denominata "Italy United") formata esclusivamente da giocatori oriundi che partecipò al torneo internazionale di lacrosse associato al Campionato Mondiale di Lacrosse del 2002 a Perth (Australia). Promotore dell'iniziativa, nonché capitano e allenatore della squadra, fu il regista italo-americano Robert Corna, primo atleta a praticare il lacrosse in Italia e a promuoverne la diffusione a livello nazionale.
Nel 2004 la nazionale italiana capitanata da Robert Corna partecipò, con squadre formate sia da oriundi che da giocatori nativi italiani, all'European Championship Newcomer's Tournament (Salisburgo, Austria) e al Campionato Europeo di Lacrosse (Praga, Repubblica Ceca).
In occasione dei Mondiali 2006 a London (Canada), un'Italia formata esclusivamente da giocatori oriundi chiuse al 10º posto la rassegna iridata, conseguendo importanti vittorie contro Hong Kong (20-0), Galles (20-7), Scozia (10-7) e Repubblica Ceca (14-7), prima di inchinarsi di fronte alla Finlandia (10-9) nella finale per il 9º posto.
In seguito alla nascita di una federazione meglio organizzata, la Federazione Italiana Giuoco Lacrosse (nata nel 2007), il lacrosse ha iniziato a svilupparsi maggiormente sulla penisola, con la nascita di società sportive che hanno permesso alla nazionale di formare giocatori nativi. Una giovane e inesperta Italia, con molti esordienti in rosa, partecipa quindi agli Europei 2008 a Lahti (Finlandia), chiudendo con un 18º posto.
Nel paese nascono nuove squadre e il movimento continua ad espandersi, l'Italia può quindi presentarsi ai nastri di partenza dei Mondiali 2010 di Manchester (Inghilterra), con maggiore talento ed esperienza. Consapevoli dell'irripetibile 10º posto di quattro anni prima (in cui la nazionale era formata esclusivamente da giocatori oriundi), gli azzurri puntano ad un buon piazzamento. Dopo una difficile partenza che li vede sconfitti in due occasioni contro Repubblica Ceca (3-17) e Svezia (3-16), l'Italia batte agevolmente il Messico (12-3), conquistando il terzo posto nel girone. Un gol del caraibico Dominic Gallina allo scadere di Bermuda-Danimarca 11-8, lascia però fuori gli azzurri dal lotto delle migliori terze, e quindi dalla Middle Division, per la peggior differenza reti. Inserita come testa di serie nella Lower Division, l'Italia dà inizio ad una sorprendente striscia di vittorie e vede cadere sotto i suoi colpi rispettivamente, Argentina (13-9), Danimarca (10-3) e Svizzera (7-6), prima di cedere ad una Slovacchia decisamente fuori portata (4-10 il risultato finale). Gli azzurri terminano comunque il torneo con una vittoria sulla Lettonia (13-8) che gli permette di chiudere il mondiale al 19º posto e di mettersi alle spalle nazionali del calibro di Hong Kong, Svizzera e Austria.
Europei 2012 Amsterdam, Olanda
Agli Europei del 2012 di Amsterdam (Paesi Bassi) la nazionale italiana si classifica 13º su 20 nazioni partecipanti, vincendo 6 partite di cui 4 consecutive. Gli azzurri ottengono così il maggior numero di vittorie in una competizione della selezione italiana. Viene inoltre eguagliato il numero di 4 vittorie consecutive della nazionale che si presentò nel 2006 e nel 2010.
Mondiali 2014 Denver, Stati Uniti
Per la prima volta nella storia dei mondiali le squadre partecipanti raggiungono il numero record di 38, tra cui l’Uganda, prima squadra africana a partecipare ad un mondiale. L’Italia si classifica 18a su 38 squadre partecipanti, vincendo 5 partite e perdendone 3.
Europei 2016 Budapest, Ungheria
L’Italia conclude l’Europeo con il 21 posto su 24 partecipanti con 3 vittorie e 5 sconfitte.
Mondiali 2018 Netanya, Israele
Il lacrosse cresce globalmente e le squadre partecipanti diventano 46, record assoluto. L’Italia si posiziona al 16° posto.
Europei 2020 Breslavia, Polonia
Causa COVID-19 gli europei vengono spostati di un anno, per poi essere successivamente spostati nuovamente al 2022. Per la prima volta l’europeo viene utilizzato come qualificazione ai successivi mondiali. Gli Azzurri arrivano primi nel loro girone e si prendono uno degli 11 spot per volare ai mondiali di San Diego.
Mondiali 2023 San Diego, Stati Uniti
L’Italia raggiunge il 9° posto finale su 30 partecipanti, miglior risultato mai raggiunto
Europei 2025 Breslavia, Polonia

## Rosa della nazionale nelle diverse competizioni

### Campionati Europei maschili 2004 (Praga, Repubblica Ceca)
Allenatore:  Ed Aghajanian - Arbitro Federale:  William Buck Hoffman
| Pos. | Giocatore                 | Nazionalità                                |
| ---- | ------------------------- | ------------------------------------------ |
| P    | Alex Rastelli             | Italia (bandiera) · Inghilterra (bandiera) |
| D    | Robert Corna (c)          | Italia (bandiera) · Stati Uniti (bandiera) |
| D    | Micheal Sergi             | Italia (bandiera) · Stati Uniti (bandiera) |
| D/M  | Francesco Saverio Bersani | Italia (bandiera)                          |
| D/M  | Edoardo Capizzi           | Italia (bandiera)                          |
| D/M  | Joseph Cotiletta          | Italia (bandiera) · Stati Uniti (bandiera) |
| M    | Damiano de Tommasi        | Italia (bandiera)                          |
| M    | Lucio De Costanzo         | Italia (bandiera)                          |
| M    | Steve Fish                | Italia (bandiera) · Slovenia (bandiera)    |
| M    | James Farnan              | Stati Uniti (bandiera)                     |
| M/A  | Fabio Antonelli           | Italia (bandiera)                          |
| M/A  | Frank Mete                | Italia (bandiera) · Canada (bandiera)      |
| M/A  | Vinnie Cristiano          | Italia (bandiera) · Inghilterra (bandiera) |
| A    | Giovanni Assettati        | Italia (bandiera)                          |

### Campionati Europei maschili 2008 (Lahti, Finlandia)
Allenatore:  Ed Aghajanian - Assistente:  Madjid Salimi
| N. | Pos. | Giocatore                 | Squadra               |
| -- | ---- | ------------------------- | --------------------- |
| 69 | P    | Francesco Grecchi         | Roma Leones           |
| 1  | P    | Manuel Leone              | Roma Leones           |
| 12 | P    | Matteo Magugliani         | Phoenix Perugia       |
| 5  | D    | Carmine Pirrottina        | Roma Leones           |
| 17 | D    | Davide Miniscalco         | Roma Leones           |
| 23 | D    | Robert Corna (c)          | Roma Leones           |
| 44 | D    | James Arpaio              | CCSU Lacrosse         |
| 3  | D    | Francesco Saverio Bersani | Roma Leones           |
| 84 | D    | Giordano Paiella          | Roma Leones           |
| 18 | M    | Andrea Lubrano            | Roma Leones           |
| 16 | M    | Fabio Antonelli (c)       | Roma Leones           |
| 36 | M    | Dario Giorgini            | Roma Leones           |
| 22 | M    | Carlo Maria Bernard       | Roma Leones           |
| 7  | M    | Gabriele Garavini         | Roma Leones           |
| 35 | M    | Roberto Pallotti          | Aquile Nere La Spezia |
| 2  | M    | Timothy Dickinson         | Falls Lacrosse Club   |
| 24 | M    | Davide Chiossi            | Roma Leones           |
| 10 | A    | Max Tcheyan               | Haverford College     |
| 15 | A    | Kevin W. McGrann          | Capitol Lacrosse Club |
| 11 | A    | Fabio Mannarino           | Phoenix Perugia       |
| 95 | A    | Giammarco Capriotti       | Roma Leones           |

### Campionati Europei maschili 2012 (Amsterdam, Olanda)
Allenatore:  Pete Delisser - Assistente:   Gregory Miceli
| N. | Pos. | Giocatore             | Squadra               |
| -- | ---- | --------------------- | --------------------- |
| 13 | P    | Matteo Magugliani     | Phoenix Perugia       |
| 77 | P    | GianMarco Cialella    | Concordia University  |
| 1  | D    | Thomas Wilmot         | Binghamton University |
| 12 | D    | Matteo Pascale        | Aquile Nere La Spezia |
| 17 | D    | Jacopo Pacini         | Bocconi Sport Team    |
| 18 | D    | Andrea Lubrano (c)    | Roma Leones           |
| 27 | D    | Alessandro Battisti   | Roma Leones           |
| 40 | D    | Luca Coggi            | Red Hawks Merate      |
| 63 | M    | Francesco Sacchi      | Red Hawks Merate      |
| 3  | M    | Claudio Palombi       | Phoenix Perugia       |
| 5  | M    | Paolo Scaccabarozzi   | Red Hawks Merate      |
| 20 | M    | Jacopo Colombo        | Red Hawks Merate      |
| 22 | M    | Carlo Maria Bernard   | Roma Leones           |
| 24 | M    | Davide Chiossi        | Roma Leones           |
| 33 | M    | Federico Galperti (c) | Bocconi Sport Team    |
| 42 | M    | Tommasi Rondi         | Bocconi Sport Team    |
| 80 | M    | Angelo Marrano        | Manhattan College     |
| 7  | M    | Sage Delisser         | Mustangs High School  |
| 44 | M    | Doug Snell            | Saint Leo University  |
| 4  | A    | Steven Whitford (c)   | Phoenix Perugia       |
| 25 | A    | Pietro Carabellese    | Bocconi Sport Team    |
| 34 | A    | Patrick Carotenuto    | Calvert Hall College  |

### Campionati Mondiali maschili 2014 (Denver, Colorado)
Allenatore:  Pete Delisser - Assistente:  Fabio Antonelli - Assistente:   Anthony Silvaggio
| N. | Pos. | Giocatore            | Data nascita (età) | Pres. | Squadra                   |
| -- | ---- | -------------------- | ------------------ | ----- | ------------------------- |
| 77 | P    | GianMarco Cialella   | 31 gennaio 1989    | 17    | Concordia University      |
| 10 | P    | Alessandro Resse     | 12 novembre 1987   | 6     | Roma Leones               |
| 1  | D    | Thomas Wilmot        | 14 novembre 1984   | 25    | Binghamton University     |
| 18 | D    | Andrea Lubrano       | 30 aprile 1984     | 34    | Roma Leones               |
| 69 | D    | Battisti Alessandro  | 4 aprile 1989      | 19    | Roma Leones               |
| 11 | D    | Francesco Ballardini | 4 ottobre 1992     | 10    | Bocconi Sport Team        |
| 40 | D    | Coggi Luca           | 6 agosto 1991      | 19    | Red Hawks Merate          |
| 0  | D    | Kevin De Benedetto   | 12 gennaio 1988    | 10    | New Hampshire             |
| 33 | C    | Federico Galperti    | 17 febbraio 1988   | 27    | Bocconi Sport Team        |
| 32 | C    | Davide Politi        | 13 gennaio 1994    | 10    | Bocconi Sport Team        |
| 8  | C    | Lorenzo Balzarini    | 2 ottobre 1991     | 10    | Bocconi Sport Team        |
| 3  | C    | Claudio Palombi      | 29 novembre 1984   | 19    | Phoenix Perugia           |
| 6  | C    | Lorenzo Cameriere    | 31 dicembre 1992   | 10    | Roma Leones               |
| 7  | C    | Lorenzo Battaglia    | 6 agosto 1989      | 10    | Taurus Torino             |
| 21 | C    | Jacopo Colombo       | 25 aprile 1988     | 19    | Merate Red Hawks          |
| 22 | C    | Tommaso Rondi        | 22 giugno 1990     | 19    | Bocconi Sport Team        |
| 63 | C    | Francesco Sacchi     | 27 novembre 1992   | 16    | Merate Red Hawks          |
| 92 | C    | Thomas Flibotte      | 12 gennaio 1992    | 8     | Bucknell Bison University |
| 2  | A    | Jordan Vettoretti    | 9 dicembre 1980    | 8     | Metro League              |
| 66 | A    | John St John         | 9 dicembre 1994    | 8     | Toronto Beaches           |
| 36 | A    | Dario Giorgini       | 31 ottobre 1986    | 25    | Roma Leones               |
| 4  | A    | Steven Whitford      | 11 maggio 1965     | 27    | Perugia Phoenix           |
| 25 | A    | Pietro Carabellese   | 20 maggio 1990     | 19    | Bocconi Sport Team        |

### Campionati Europei maschili 2016 (Budapest, Ungheria)
Allenatore:  Nate Hoeckelman - Assistente:  Erik Mellgren
| N. | Pos. | Giocatore          | Squadra              |
| -- | ---- | ------------------ | -------------------- |
| 25 | P    | Roberto Soatto     | Taurus Torino        |
| 28 | P    | Lapo Tramagli      | Prato Black Panthers |
| 88 | D    | Tommaso Salvago    | Roma Leones          |
| 42 | D    | Andrea Rohrich     | Taurus Torino        |
| 8  | D    | Giovanni Fossati   | Bocconi Sport Team   |
| 1  | D    | Thomas Wilmot      | Brooklyn L.C.        |
| 30 | D    | Damiano Michelini  | Taurus Torino        |
| 10 | D    | Riccardo Gennari   | Bocconi Sport Team   |
| 21 | C    | Jacopo Colombo     | Merate Red Hawks     |
| 11 | C    | Luca Regallo       | Merate Red Hawks     |
| 15 | C    | Leonardo Luciano   | Prato Black Panthers |
| 16 | C    | Lorenzo Balzarini  | Bocconi Sport Team   |
| 4  | C    | Alessandro Carella | Bologna Sharks       |
| 14 | C    | Brent Burton       | Roma Leones          |
| 7  | C    | Emiliano Salaroli  | Roma Leones          |
| 9  | C    | Zach Zielonko      | Bocconi Sport Team   |
| 69 | C    | Lorenzo Bressan    | Merate Red Hawks     |
| 33 | A    | Federico Galperti  | Bocconi Sport Team   |
| 2  | A    | Alessandro Barison | Taurus Torino        |
| 19 | A    | Kyle Witt          | Bocconi Sport Team   |

| N. | Pos. | Giocatore               | Squadra             |
| -- | ---- | ----------------------- | ------------------- |
| 44 | P    | Robert Riso             | Michigan            |
| 17 | P    | Alex Di Scala           | NDNU                |
| 8  | D    | Giovanni Fossati        | Bocconi Sport Team  |
| 10 | D    | Fabio Del Coco          | Bocconi Sport Team  |
| 18 | D    | Andrea Lubrano          | Roma Leones         |
| 42 | D    | Andrea Rohrich          | Roma Leones         |
| 45 | D    | Luciano Valenza         | UMass               |
| 88 | D    | Tommaso Salvago         | Roma Leones         |
| 3  | C    | Alessio Giovanetti      | Colgate             |
| 6  | C    | Filippo Gubernati       | Painkillers         |
| 9  | C    | Mitchel Zulian          | Oakville Buzz       |
| 11 | C    | Luca Regallo            | Merate Red Hawks    |
| 13 | C    | Luca Fornasari          | Painkillers         |
| 16 | C    | Lorenzo Balzarini       | Bocconi Sport Team  |
| 19 | C    | Luca Ippolito           | Roma Leones         |
| 22 | C    | Edward Phill Castronova | John Hopkins        |
| 37 | C    | Matteo Scotti           | Bocconi Sport Team  |
| 93 | C    | Michele Pancani         | Merate Red Hawks    |
| 2  | A    | Alessandro Barison      | Roma Leones         |
| 7  | A    | Richard Pearse          | Painkillers         |
| 15 | A    | Alberto Doris           | Bocconi Sport Team  |
| 30 | A    | Christian Cuccinello    | Mountain Lakes, N.J |
| 33 | A    | Federico Galperti       | Bocconi Sport Team  |

| Nome | Posizione              |
| ---- | ---------------------- |
| P    | Matt Deluca            |
| P/D  | Steven Pelliccione     |
| D    | Roberto Antonioli      |
| D    | Riccardo Gennari       |
| D    | Andrea Lubrano         |
| D    | Goran Miloradovic      |
| D    | Bobby Russo            |
| D    | Davide Zezza           |
| C    | Will Vitelli           |
| C    | David Abbott           |
| C    | Massimiliano Bonizzoni |
| C    | Luca Regallo           |
| C    | Zach Cole              |
| C    | Christian Trasolini    |
| C    | Joe Saggese            |
| C    | Tiberiu Gabriel        |
| C    | Michele Pancani        |
| C    | Jeff Trainor           |
| A    | Alessandro Barison     |
| A    | Harrison Dellafera     |
| A    | Filip Muresan          |
| A    | Christian Cuccinello   |
| A    | John Piatelli          |

## Partecipazioni e piazzamenti

### Nazionale maschile - campionati mondiali
- 2006 - 10º Posto
- 2010 - 19º Posto
- 2014 - 18º Posto
- 2018 - 16º Posto
- 2023 - 9º Posto

### Nazionale maschile - campionati europei
- 2004 - 11º Posto
- 2008 - 18º Posto
- 2012 - 13º Posto
- 2016 - 21º Posto

- 2020 - Qualificata per mondiale
- 2025 -